# Iglesia de San Martín (Alfar)
La iglesia de San Martín es un inmueble de la localidad española de Alfar, en la provincia de Gerona.

## Descripción
El edificio se encuentra en la localidad española de Alfar, perteneciente a la provincia de Gerona, en la comunidad autónoma de Cataluña. Se menciona como iglesia parroquial del lugar en el primer volumen del Diccionario geográfico-estadístico-histórico de España y sus posesiones de Ultramar de Pascual Madoz, donde aparece descrita con las siguientes palabras:

igl. parr. que se halla colocada en el centro: consta de una sola nave; está dedicada á S. Martin, y es de pequeña dimension: ni su arquitectura, ni sus altares merecen una mencion especial, y solo escita curiosidad de cuantos anticuarios han visitado aquel edificio, una lápida que hay en su entrada, á la parte der. hácia el altar mayor, con letras y caractéres ininteligibles: está servida por un cura párroco perpétuo, nombrado, prévia oposicion, por el diocesano, y sus ornamentos son pobrísimos por haber sido saqueada y robada por los franceses durante la guerra de la Independencia
(Madoz, 1845, p. 533)